# 加藤理絵
加藤 理絵（かとう りえ、1980年8月8日 - ）は、日本の元女子バレーボール選手。

## 来歴
北海道深川市出身。小学校3年生よりバレーボールを始める。妹背牛商業高校を経て、1999年、Vリーグのパイオニアレッドウィングスに入団。チームは2003/04、2005/06シーズンに優勝。
2007年、ドイツのシュヴェリーンSCに移籍し、ドイツ・ブンデスリーガでプレーする初めての日本人選手となった。
2008年、スイスのプロクラブVCカンティ・シャフハウゼンへ移籍。
2009年、他国のクラブへ移籍予定だったが、代理人トラブルに遭い破談となる。他クラブからのオファーを全て断っていた事もあり、所属チームを持たないまま日本で自主トレを続ける事を余儀なくされた。後に、パイオニア時代のチームメイトである椿本真恵が監督を務めるJAぎふに加入し、2010年2月～3月に、第30回地域リーグの舞台でプレー。チームの優勝に貢献。リベロ登録はされず、アタックも打っていた。
同年8月に、ルーマニアのディナモ・ブカレストへ移籍した。
2011年6月には、フランスリーグ・リーグAのエノーバレーへ移籍。4ヶ国目の海外移籍となる。
2012年6月16日に入籍し、それに伴い現役を続けない事も発表した。所属チームなど数チームからのオファーがあったものの契約しなかったという。

## 所属チーム
- 一巳小
- 一巳中
- 北海道妹背牛商業高等学校
- パイオニア（1999-2007年）
- シュヴェリーンSC（2007-2008年）
- VCカンティ・シャフハウゼン（ドイツ語版）（2008-2009年）
- JAぎふ（2010年）
- ディナモ・ブカレスト（英語版）（2010-2011年）
- エノーバレー（フランス語版）（2011-2012年）